# Ethan M. Shevach
Ethan M. Shevach (* 1943) ist ein Immunologe am National Institute of Allergy and Infectious Diseases (NIAID) in Bethesda, Maryland.

## Leben und Wirken
Shevach erwarb 1967 an der Boston University den M.D. als Abschluss des Medizinstudiums. Nach einigen Jahren der klinischen Ausbildung übernahm er 1972 am NIAID eine Stelle als Forschungsassistent (senior staff fellow), 1973 wurde er Leiter einer Forschungsgruppe (senior investigator) und 1987 Abteilungsleiter (section chief). Er ist heute (Stand 2015) Leiter der Abteilung für zelluläre Immunologie am NIAID.
Von 1987 bis 1992 war er leitender Herausgeber der wissenschaftlichen Fachzeitschrift Journal of Immunology (Herausgegeben von der American Association of Immunologists) und von 1996 bis 2007 der Zeitschrift Cellular Immunology.
Shevach konnte wesentlich zur Aufklärung der Funktion der regulatorischen T-Zelle und des Transkriptionsfaktors FOXP3 beitragen.
2004 zeichnete ihn das Cancer Research Institute mit dem William B. Coley Award for Distinguished Research in Basic and Tumor Immunology aus. Seit 2015 zählt Thomson Reuters Shevach aufgrund der Vielzahl seiner Zitationen zu den Favoriten auf einen Nobelpreis für Physiologie oder Medizin. 2006 wurde er als korrespondierendes Mitglied in die Österreichische Akademie der Wissenschaften aufgenommen.

## Veröffentlichungen (Auswahl)
- Y. C. Kim, R. Bhairavabhotla, J. Yoon, A. Golding, A. M. Thornton, D. Q. Tran, E. M. Shevach: Oligodeoxynucleotides stabilize Helios-expressing Foxp3+ human T regulatory cells during in vitro expansion. In: Blood. Band 119, Nummer 12, März 2012, S. 2810–2818, doi:10.1182/blood-2011-09-377895, PMID 22294730, PMC 3327459 (freier Volltext).
- E. M. Shevach: Biological functions of regulatory T cells. In: Advances in immunology. Band 112, 2011, S. 137–176, doi:10.1016/B978-0-12-387827-4.00004-8, PMID 22118408 (Review).
- T. S. Davidson, E. M. Shevach: Polyclonal Treg cells modulate T effector cell trafficking. In: European Journal of Immunology. Band 41, Nummer 10, Oktober 2011, S. 2862–2870, doi:10.1002/eji.201141503, PMID 21728170, PMC 3813905 (freier Volltext).
- Q. Chen, Y. C. Kim, A. Laurence, G. A. Punkosdy, E. M. Shevach: IL-2 controls the stability of Foxp3 expression in TGF-beta-induced Foxp3+ T cells in vivo. In: Journal of Immunology. Band 186, Nummer 11, Juni 2011, S. 6329–6337, doi:10.4049/jimmunol.1100061, PMID 21525380, PMC 3098943 (freier Volltext).
- E. M. Shevach: The resurrection of T cell-mediated suppression. In: Journal of Immunology. Band 186, Nummer 7, April 2011, S. 3805–3807, doi:10.4049/jimmunol.1100364, PMID 21422250.
- G. A. Punkosdy, M. Blain, D. D. Glass, M. M. Lozano, L. O’Mara, J. P. Dudley, R. Ahmed, E. M. Shevach: Regulatory T-cell expansion during chronic viral infection is dependent on endogenous retroviral superantigens. In: Proceedings of the National Academy of Sciences. Band 108, Nummer 9, März 2011, S. 3677–3682, doi:10.1073/pnas.1100213108, PMID 21321220, PMC 3048095 (freier Volltext).